# YOUSAY KAWAKUBO
YOUSAY KAWAKUBO（ゆうせい かわくぼ）は日本の音楽プロデューサー、ドラマー、作曲家、CMディレクター。愛称はゆうびっと、ゆうせい。東京都港区白金台出身。東京都新宿区育ち。

## 来歴
1994年8月 - 「Still Small Voice」に参加。
DJ、ラップ、パフォーマーとしてメンバーになる。
1995年10月 - ヤマハ・ミュージック・クエスト 第4回日本大会レコードメーカー協賛社賞、審査員特別賞受賞。財団法人ヤマハ音楽振興会と契約。
1996年6月 - ソニー・ミュージックエンタテインメントと契約。「Still Small Voice」としてSony Recordsより、テレビ東京系「こどものおもちゃ」エンディングテーマ「パニック!」でデビュー。
1997年6月 - ワーナーミュージック・ジャパンに移籍。east west japanよりセカンドシングル「近づいてくる」（テレビ東京「model factory II」エンディングテーマ）をリリース。同曲MV演出担当。ビー・ファクトリーより発売のプレイステーション用ゲーム、『ビーバス&バットヘッド ヴァーチャル・アホ症候群』 (BEAVIS AND BUTT-HEAD) 発売CMナレーション。
1998年5月 - ワーナーミュージック・ジャパンよりマキシシングル「パビリオン伝説」（プレイステーション用ゲーム「ラヴ・セラピー」テーマソング）リリース。
2000年9月 - K.ライブ 六本木プラステックパーカッショニストとして参加。
2001年3月 - Jungle Smileイベントライブパーカッショニストとして参加。8月、K. ライブ VENUS TOKYOパーカッショニストとして参加。9月、髙島屋「2001年・秋冬」ファッションショー 音源制作・DJ。12月、K. ライブ 六本木COREm-floと共にパーカッショニストとして参加。
2010年2月 - 「琵琶BOKUBOKU」結成。プロデュース。10月、「琵琶BOKUBOKU」/「入場禁止」をiTunes Storeにてリリース。
2012年3月 - HOTEL川久保名義でアンドウミカ
「DVD付・踊って即やせ!セクシーワークアウト」（講談社）音楽制作。
2015年6月 - アメーバブログが川久保裕生オフィシャルブログとしてオフィシャル化。10月、「フラノクマリン」プロデュース。11月、HOTEL川久保名義でカプ式会社ハイパーモチベーションに楽曲提供。
2018年10月 - ゆうびっと名義でYouTubeチャンネルを開設。
2021年11月 - ゆうびっと名義で中北薬品 かつめい茶リラックスブレンド東海地区CM
「ガール編」監督・演出「おじさん編」歌・監督・演出・振付。
2022年12月 - 映画「愚か者のブルース」主題歌LORAN『愚か者のブルース』監督・演出・制作。

## 人物
学歴は明治大学付属中野八王子高等学校から明治大学付属中野高等学校定時制に編入学し、延べ5年かけて卒業。赤坂でナイトクラブを経営していた母や兄の影響で音楽に親しみ、小学校時代からテクノポップ、ポップスのコピーバンドをし、ドラムを担当。
岩男潤子は明治大学付属中野高等学校定時制の時同じクラスだった。
前田耕陽とは明治大学付属中野八王子高校在学中、同じクラスで隣席だったことがある。前田から授業中に「男闘呼組が演奏できればデビューさせてやる」とジャニー喜多川から言われているのでドラムを叩いてくれないかとバンドに誘われ、当日の放課後渋谷エピキュラスのリハーサルスタジオでメンバーと直ぐにリハーサルをした。リハーサルに来ていたジャニー喜多川はメンバー全員を自ら運転する車で日本武道館に連れていき、「YOU達はここで明日少年隊のデビューコンサートの前座をやれ。そして久保（当時そう呼ばれた）、オープニングはYOUのドラムソロ。」とジャニー喜多川から突然指示があるも演奏は成功し、後の男闘呼組初の冠番組『アイドル花組おとこ組』に出演するまでジャニーズ事務所に所属していたことがある。
スキューバダイビングの資格を持っている。愛猫家でシャルトリューの雌猫と暮らしている。名前はムー。ペットショップで買うつもりはなかったが、2019年8月にたまたま覗いたペットショップにいたムーちゃんが他の猫に追い詰められて助けを求める表情をするので気になり調べてみるとムーちゃんの出生日が亡くなった母親の命日と同じで、ブリーダーの居住地がデビューのきっかけを掴んだ「ヤマハリゾートつま恋」があった静岡県掛川市だったということにただならぬ運命を感じ、その場で直ぐに引き取ることを決めた。

## 作品

### コマーシャルフィルム
- 中北薬品「かつめい茶リラックスブレンド」（2021年）

### ミュージックビデオ
- 映画「愚か者のブルース」主題歌LORAN『愚か者のブルース』（2022年）